# Colonia (Micronesië)
Colonia (niet te verwarren met Kolonia; Yapees: Donguch) is de hoofdstad van de Micronesische deelstaat Yap. De plaats ligt aan de oostkust van het hoofdeiland Yap in de gelijknamige eilandengroep, aan de Chamorro Bay. Colonia telt 3216 inwoners (2000) en beslaat de gemeenten Weloy (noordelijk gedeelte, 1197 inwoners) en Rull (zuidelijk gedeelte, 2019 inw.).
Colonia telt verschillende hotels en een haven, Tamil Harbor. Er is nog een Spaanse katholieke missie aanwezig uit de periode waarin Yap een Spaanse kolonie was. Verder is er een bibliotheek en een hospitaal.

## Etymologie
Donguch betekent 'kleine eilanden'; de overheidsgebouwen bevonden zich vroeger op een klein eiland voor de kust, dat nu met het hoofdeiland is verbonden. De gebouwen zijn opgetrokken op de fundamenten van een Spaans fort en een Japans heiligdom.

## Vervoer
Vanop de internationale luchthaven van Yap verzorgt de Amerikaanse maatschappij Continental Airlines rechtstreekse vluchten naar Guam en Koror, de grootste stad van Palau.
Colonia · Kolonia · Tofol · Weno